# Апелляционный суд девятого округа США
Апелляцио́нный суд девя́того о́круга США (дословно Апелляционный суд США по девятому федеральному апелляционному округу; англ. United States Court of Appeals for the Ninth Circuit, сокращённо 9th Cir.) — федеральный суд апелляционной инстанции США, рассматривающий дела в штатах Айдахо, Аляска, Аризона, Вашингтон, Гавайи, Калифорния, Монтана, Невада, Орегон и на территориях острова Гуам и Северных Марианских островов.
Постоянным местом нахождения суда является здание Апелляционного суда имени Джеймса Браунинга в Сан-Франциско, штат Калифорния. Поскольку девятый округ на сегодняшний момент является самым большим в стране, заседания суда одновременно проходят в нескольких местах в пределах округа. Это сделано для того, чтобы облегчить доступ граждан к правосудию. Дела из северных штатов рассматриваются в Сиэтле и Портленде, из Южной Калифорнии — в Пасадене, из Северной Калифорнии, Невады, Аризоны, Гавайев и со всех островных территорий — в Сан-Франциско.
Верховный суд США может проверить и пересмотреть решение Апелляционного суда только в том случае, если оно существенно нарушает сложившуюся судебную практику либо имеется неразрешённая коллизия в вопросе федерального права.

## Территориальная юрисдикция
В Апелляционном суде по девятому федеральному апелляционному округу обжалуются окончательные решения, принятые по вопросам, относящимся к федеральной юрисдикции, следующих нижестоящих судов федерального уровня:
- Федеральный окружной суд Айдахо
- Федеральный окружной суд Аляски
- Федеральный окружной суд Аризоны
- Федеральный окружной суд Восточного округа штата Вашингтон
- Федеральный окружной суд Западного округа штата Вашингтон
- Федеральный окружной суд Гавайев
- Федеральный окружной суд Центрального округа Калифорнии
- Федеральный окружной суд Северного округа Калифорнии
- Федеральный окружной суд Восточного округа Калифорнии
- Федеральный окружной суд Южного округа Калифорнии
- Федеральный окружной суд Монтаны
- Федеральный окружной суд Невады
- Федеральный окружной суд Орегона

Также его юрисдикция распространяется на решения территориальных судов:
- Окружной суд Гуама
- Окружной суд Северных Марианских островов

## История
На момент создания в 1891 году Конгрессом девятого апелляционного округа он не был таким большим как сейчас. Первоначально юрисдикция Апелляционного суда данного округа распространялась только на штаты Калифорния, Айдахо, Монтана, Невада, Орегон и Вашингтон. В последующем в связи с увеличением числа штатов в составе США, главным образом на Западном побережье, а также приобретением некоторых островных территорий за пределами страны, юрисдикция суда за счёт них была расширена. В 1900 году в состав США вошли Гавайи, в 1912 году была присоединена Аризона, в 1948 году полноправным штатом стала Аляска, до этого именовавшаяся специальной территорией, также статус ассоциированных территорий с США получили Гуам в 1951 году и Северные Марианские острова в 1977 году — все они были включены в девятый округ.
Кроме того в период с 1906 по 1943 год Апелляционный суд девятого округа также рассматривал апелляции на решения Специализированного судебного органа США для Китая, обладавшего экстерриториальной юрисдикцией по разрешению любых дел с участием  американских граждан на территории Китая. Такой судебный орган был сформирован по аналогии с Британским Верховным судом для Китая и Японии, созданном ещё в 1865 году и действовавшим в Шанхае. Они прекратили своё существование в 1943 году, когда Великобритания и Соединенные Штаты отказались от экстерриториальных прав в Китае.